# Rolf Kaldrack
Rolf Kaldrack (ur. 25 czerwca 1913 w Stargard in Pommern; zginął 3 lutego 1942 w okolicach Toropca w Rosji) – niemiecki żołnierz w randze kapitana, as lotnictwa Luftwaffe.
W 1934 Kaldrack wstąpił do Marynarki Wojennej, następnie zaś został przeniesiony do Luftwaffe. W 1938 został awansowany na porucznika, a rok później został oficerem uzbrojenia w sztabie gen. Erharda Milcha.
Brał udział w hiszpańskiej wojnie domowej, bitwie o Francję, bitwie o Anglię oraz Planie Barbarossa.
Kaldrackowi przypisuje się co najmniej 24 zestrzelenia samolotów nieprzyjaciela, z czego 3 podczas hiszpańskiej wojny domowej w ramach Legionu Condor.
Zginął podczas akcji w pobliżu miasta Toropiec. Kaldrack zderzył się swoim Messerschmittem Bf 110 z radzieckim MiGiem 1.

## Odznaczenia
- Krzyż Rycerski Krzyża Żelaznego z Liśćmi Dębu
  - Krzyż Rycerski – 2 listopada 1940
  - Liście Dębu (nr 70) – 9 lutego 1942, pośmiertnie
- Krzyż Niemiecki w Złocie – 5 lutego 1942, pośmiertnie
- Krzyż Żelazny I Klasy
- Krzyż Żelazny II Klasy
- Złoty Krzyż Hiszpanii z Mieczami